# Комиссия Пиля
Комиссия Пиля (англ. Peel Commission), официально известная как Палестинская Королевская комиссия по расследованию (или Британская Королевская комиссия, Palestine Royal Commission) — комиссия под руководством лорда Пиля, назначенная после начала арабского восстания 1936-1939 годов на территории Британского мандата в Палестине, для выявления его причин.

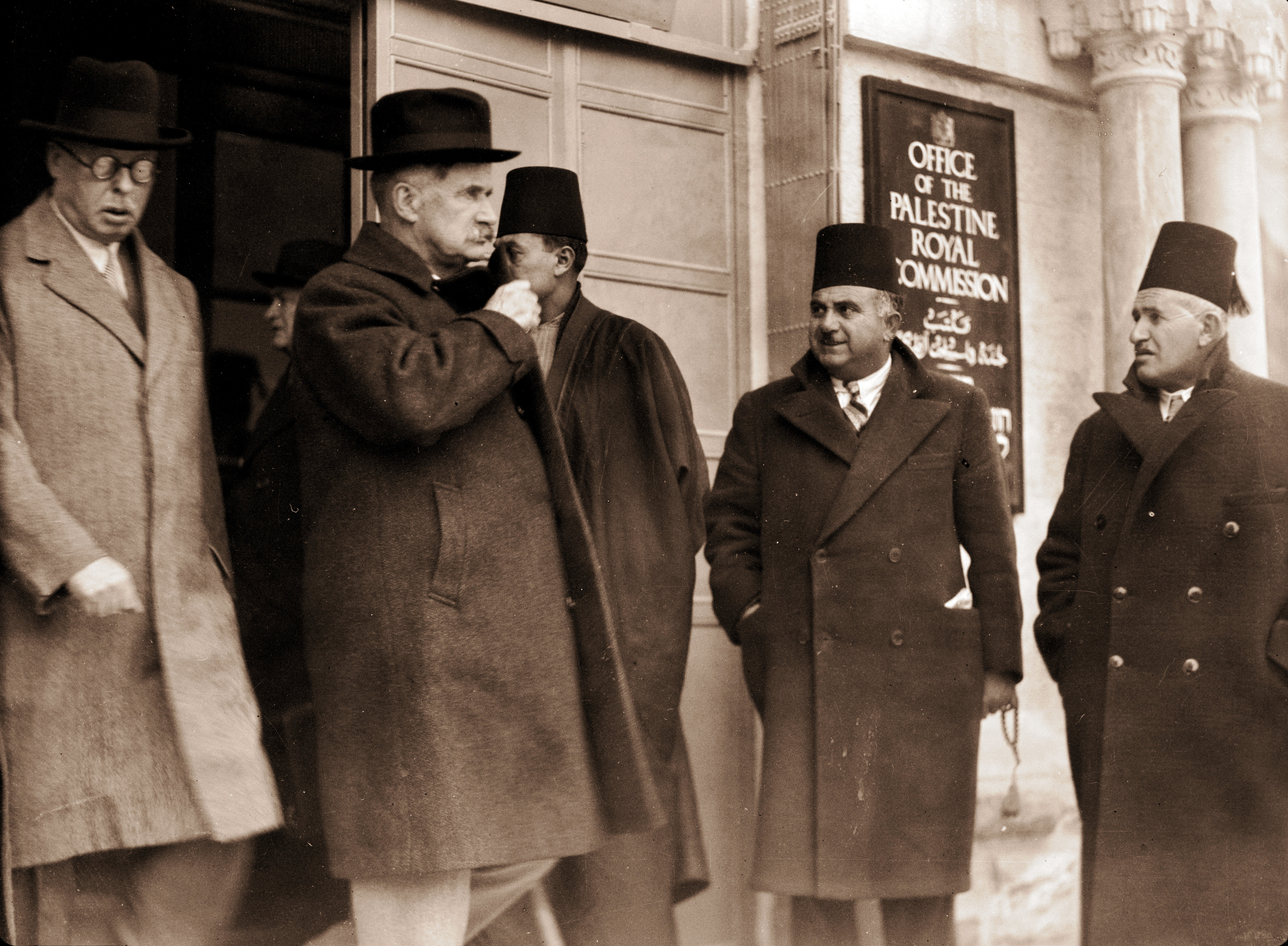
Члены комиссии выходят из здания после беседы с Верховным арабским комитетом. На переднем плане, слева направо: Хорас Рамболд, лорд Уильям Пиль.

7 июля 1937 года комиссия Пиля опубликовала доклад, в котором впервые заявила, что мандат стал неработоспособным, и рекомендовала раздел территории на еврейское государство и арабское государство (включающее в себя Трансиорданию, западный берег реки Иордан, южную прибрежную равнину, сектор Газа и значительную часть пустыни Негев).
Арабские государства и партии выступили против раздела, принципиально возражая против еврейского государства в регионе. Еврейская община встретила предложение о разделе со смешанными чувствами: Хаим Вейцман и его сторонники видели в этом возможность для обретения суверенитета, Зеэв Жаботинский и сионисты-ревизионисты возражали против раздела, Давид Бен-Гурион надеялся на дальнейшее расширение границ, «необязательно с помощью военной силы». В результате сионистский конгресс принял резолюцию, не содержавшую прямого одобрения доклада Пиля, но поручавшую Еврейскому агентству совместно с английским правительством изучить условия, при которых может быть создано еврейское государство.

## Создание
Комиссия была создана в период роста насилия, сопровождавшего первый этап арабского восстания 1936—1939 годов. 11 ноября 1936 года комиссия прибыла в Палестину, чтобы расследовать причины восстания. Комиссия должна была определить причины беспорядков и оценить обиды сторон. Хаим Вейцман выступил от имени евреев. 25 ноября 1936 года, выступая перед комиссией, Вейцман сказал, что есть в Европе 6 000 000 евреев …", для которых мир разделён на места, где они не могут жить, и места, куда они не могут войти.
Первоначально арабы бойкотировали комиссию. Только вмешательство руководителей арабских стран помогло убедить арабских лидеров объявить комиссии свои претензии. Муфтий Иерусалима, Хаджи Амин аль-Хусейни, заявил, что он против любого раздела земель. Он потребовал полного прекращения еврейской иммиграции. Было ощущение крайней необходимости ответить на призыв Вейцмана, чтобы восстановить спокойствие. Бывший мэр Иерусалима Рагхеб Бей аль-Нашашиби — соперник муфтия во внутриарабской борьбе за это почётное место — должен был объяснить арабам британскую позицию через неофициальные каналы.
Члены комитета покинули страну 18 января 1937 года.

## Выводы отчёта Комиссии Пиля

### Причины арабского восстания
Желание арабов бороться за национальную независимость и невозможность для них смириться с мыслью о создании еврейского национального очага в Палестине увеличили их страх перед еврейским доминированием. Среди важных причин были влияние на арабское мнение других стран, достигших национальной независимости — Ирака, Трансиордании, Египта, Сирии и Ливана; увеличение числа еврейских иммигрантов, бегущих из Центральной и Восточной Европы; неравенство возможностей при размещении, которыми пользуются у британского правительства и общественности арабы и евреи; рост арабского недоверия; арабская тревога в связи с продолжающейся интенсивной скупкой арабских земель; «модернизм» еврейского национализма; и, наконец, общая неуверенность, подчёркиваемая двусмысленностью некоторых фраз британского мандата.
Комиссия установила, что составители мандата, возможно, не предвидели массовой еврейской иммиграции, которая увеличилась из-за «резкого ограничения иммиграции в Соединённые Штаты, появления национал-социалистического правительства в Германии в 1933 году и роста экономического давления на евреев в Польше». Комиссия нашла, что «продолжение очень интеллектуальной и предприимчивой гонки, поддержанной крупными финансовыми ресурсами, может со временем привести евреев и сравнительно бедное коренное население, находящееся на другом культурном уровне, к серьёзному противостоянию».
Комиссия отметила, что «хотя арабы извлекли выгоду от развития страны вследствие еврейской иммиграции, это не дало никакого примирительного эффекта. Напротив, улучшение экономической ситуации в Палестине означало ухудшение политической ситуации». Арабские обвинения, что «евреи получили слишком большой удельный вес доброй земли, не подтвердились», так как «большая часть земли, в настоящее время покрытая апельсиновыми рощами, в момент приобретения представляла собой необработанные песчаные дюны или болота. «Нехватка земли, мы считаем, скорее, связана не с большой частью земли, приобретённой евреями, а с увеличением арабского населения»; «Усилия по контролю арабов за отчуждением земли евреям не увенчались успехом. В горах нет больше места для дальнейшего заселения евреями; на равнинах можно разрешить проживание только при определённых ограничениях».
Комиссия заявила, что правительство пыталось выполнять противоречивые обязательства с большим трудом, стремясь сохранить равновесие между евреями и арабами. Неоднократные попытки примирить их только увеличили проблему. Ситуация в Палестине зашла в тупик. Развитие местного самоуправления и формирование не подчиняющихся никому учреждений также этому препятствовали.

### Итоговый отчёт о возможности урегулирования противостояния
Неразрешимый конфликт возник между двумя национальными общинами в узких границах одной маленькой страны. Нет никаких точек соприкосновения между ними. Их национальные стремления несовместимы. Арабы желают возродить традиции арабского золотого века. Евреи стремятся показать, что они смогут достичь, когда будут восстановлены на земле, на которой родился еврейский народ. Ни один из двух национальных идеалов не допускает создания единого государства.

### Рекомендации
Комиссия пришла к выводу, что мандат стал неработоспособным и должен быть отменён. Разделение было определено как единственное решение арабо-еврейского „тупика“. Предложены десять направлений для работы комиссии, желающей достичь нормального взаимоотношения между сторонами: Соглашения между арабским и еврейским государствами и новым обязательным правительством; Мандат для святых мест; границы; межгосударственные дотации; британские субсидии; тарифы и порты; национальность; государственная служба; промышленные уступки; обмен землёй и населением.

### Предложения по разделу
Еврейское государство включало бы в себя Галилею, Изреельскую долину, Бейт-Шеан, прибрежную долину от горы Кармель до поселения Беэр-Тувье (район нынешнего Кирьят-Малахи).
Большинство территорий с преимущественным проживанием арабов, включая западный берег реки Иордан, южную прибрежную равнину, сектор Газа и значительную часть пустыни Негев, должны были стать частью Трансиордании. Вопреки распространённому заблуждению, создание нового, отдельного арабского государства на этих территориях Комиссией Пиля не предполагалось.
Под правительственным мандатом оставался бы узкий коридор, начинающийся в Яффе, включающий в себя Иерусалим, Лод и расположенный рядом с ним аэропорт. Кроме того, такие смешанные города, как Цфат, Тверия, Хайфа и другие должны остаться под британским контролем.

### Выводы
Комиссия пришла к выводу, что евреи в большей степени, чем арабы, способствовали росту доходов Палестины, и правительство, таким образом, поддерживало более высокий уровень государственных услуг для арабов. Раздел будет означать, что, с одной стороны, арабская территория больше не будет получать прибыль от налогов в еврейском районе. С другой стороны, первое — евреи приобретут дополнительное право суверенитета в еврейском районе; второе — площадь, согласно предложениям комиссии, будет больше, чем существующие еврейские территории и поселения; третье — евреи будут освобождены от ответственности в вопросах материальной помощи арабам за пределами этой зоны. Поэтому в Соглашении предлагалось еврейскому государству заплатить субсидию в пользу арабского государства после вступления Соглашения в силу. Примером служила финансовая договорённость при отделении Синда от Бомбея и Бирмы в Британской Индии.
В Соглашении говорилось, что разделение будет более эффективным для окончательного урегулирования, если оно не ограничится объявлением двух государств и определением их границ. Рано или поздно должна осуществиться передача земли и, насколько это возможно, обмен населением. В качестве примера предлагался греческий и турецкий обмен 1923 года, который превратился в постоянные трения между меньшинствами. Отсутствие пахотных земель для переселения арабов требовало выполнения крупномасштабных планов для орошения, хранения воды и развития в Трансиордании, Беэр-Шеве и в долине реки Иордан. Обмен населением, в случае осуществления этого плана, привёл бы к перемещению до 225 000 арабов и 1250 евреев.

## Реакции

### Реакция арабов
Арабские лидеры осудили возможность разделения и подтвердили свои требования, утверждая, что арабам была обещана независимость, и предоставление прав евреям было предательством. Арабы категорически отвергли принцип предоставления евреям любой территории. Сотни делегатов со всего арабского мира, созванных на конференцию в городе Блоудане в Сирии 8 сентября, полностью отвергли возможность раздела и создание еврейского государства в Палестине.  Лидеры арабской общины вначале бойкотировали комиссию. Лишь
в самом конце пребывания комиссии в Палестине арабские лидеры во главе с Хадж Амином Аль-Хусейни под давлением со стороны Ирака выступили на заседании комиссии.

### Еврейская реакция
20 августа 1937 года Двадцатый Сионистский Конгресс огласил, что „предложение Комиссии Пиля является неприемлемым, но переговоры с целью уточнения рекомендаций британского правительства по созданию еврейского государства в Палестине“ должны быть продолжены. Среди противников предлагаемого раздела были Менахем Усышкин, Ицхак Табенкин и Берл Кацнельсон. Они утверждали, что площадь предполагаемого еврейского государства слишком мала, чтобы удовлетворить потребности еврейской диаспоры.
Конгресс принял решение отклонить конкретные границы, рекомендованные Комиссией Пиля, но уполномочил своего руководителя договариваться о более благоприятных планах создания еврейского государства в Палестине.. В результате Еврейское агентство создало комитеты по планированию государства. В это время был создан полный административный аппарат, представляющий правительство.»
На том же сионистском конгрессе Давид Бен-Гурион, тогда председатель исполкома Еврейского агентства Палестины, сказал собравшимся, что, хотя «не могло быть и речи <…> об отказе от любой части Земли Израиля <…> можно смело утверждать, что конечную цель можно достичь, без промедления приняв предложения Пиля.» Профессор Чарльз Д. Смит из университета Аризоны предполагает, что Вейцман и Бен-Гурион рассматривали границы, предлагаемые Комиссией Пиля, как временные, которые в дальнейшем предполагалось расширить.
Два главных еврейских лидера — Хаим Вейцман и Бен-Гурион — убедили сионистский конгресс одобрить рекомендации Пиля в качестве основы для дальнейших переговоров. Бен-Гурион писал: «Если из-за нашей слабости, пренебрежения или халатности мы этим не воспользуемся и потеряем шанс, который мы никогда не имели прежде, мы можем никогда не получить его снова».

## Последствия
После публикации отчёта британское правительство опубликовало заявление, соглашаясь с выводами Комиссии Пиля и предлагая добиваться от Лиги Наций возобновления работы по плану разделения. В марте 1938 года Британия организовала Комиссию Вудхеда по «подробному изучению плана Комиссии Пиля и разработке рекомендаций фактического плана раздела». Комиссия Вудхеда рассмотрела три различных плана, один из которых был основан на плане Пиля. В 1938 году Комиссия Вудхеда отклонила план Пиля, прежде всего, на том основании, что он не мог быть реализован без крупного принудительного перемещения арабов (вариант, который британское правительство уже исключило). Вместо этого комиссия рекомендовала план, по которому Галилея оставалась под британским мандатом, в то же время подчёркивая серьёзные проблемы, прежде всего, отсутствие финансовой самостоятельности предлагаемого арабского государства. Британское правительство в опубликованном отчёте практически отвергло возможность разделения территории из-за «политических, административных и финансовых трудностей».